# Johnius amblycephalus
Johnius amblycephalus es una especie de pez de la familia Sciaenidae en el orden de los Perciformes.

## Morfología
• Los machos pueden llegar alcanzar los 25 cm de longitud total.

## Hábitat
Es un pez de clima tropical y demersal que vive hasta los 40 m de profundidad.

## Distribución geográfica
Se encuentra en Australia, Bangladés, Brunéi, Camboya, la China (incluyendo Hong Kong), el Timor Oriental, la India, Indonesia, el Irán, Malasia, Birmania, el Pakistán, Papúa Nueva Guinea, las Filipinas, Singapur, Sri Lanka, Taiwán, Tailandia y el Vietnam.

## Observaciones
Es inofensivo para los humanos.